# Adela Castell
Adela Castell Ducrosé de López Rocha (Paysandú, 1864-1926) fue una maestra, ensayista y poetisa uruguaya.

## Biografía
Adela Castell Ducrosé nació en Paysandú en 1864 siendo sus padres Francisco Castell y Adelaida Ducrosé. Se recibió de maestra en 1880 y fue nombrada en 1882 como subdirectora del Instituto Normal de Señoritas trabajando junto a su hermana Dorila Castell de Orozco quien dirigía el instituto en esos años. En 1886 se graduó de maestra de 3.er grado y al año siguiente comenzó a desempeñarse como directora en la primera escuela de aplicación del Uruguay.
Brindó conferencias sobre temas educativos en Uruguay y Paraguay, siendo la primera mujer uruguaya en haber disertado en ambas repúblicas. En el Congreso Científico Americano realizado en Montevideo en 1900 presentó el trabajo "Relación entre las escuelas de aplicación y las normales".
Sus textos, en prosa y verso, aparecieron en distintos medios de prensa y publicaciones de enseñanza, como La Ondina del Plata, La Floresta Uruguaya, La Alborada del Plata, Boletín de Enseñanza, El Almanaque Sud-americano, La Revista Nacional y Caras y Caretas, entre otros diarios y periódicos publicados tanto en Uruguay como en Argentina. En ocasiones utilizó el seudónimo "Zulema" para escribir sus poesías y opiniones.
Asimismo fue una destacada autora de textos poéticos, los cuales recitó en distintas ocasiones en territorio uruguayo y argentino. Una de estas ocasiones tuvo lugar en el Club uruguayo de Buenos Aires.